# トンクル (楽器)

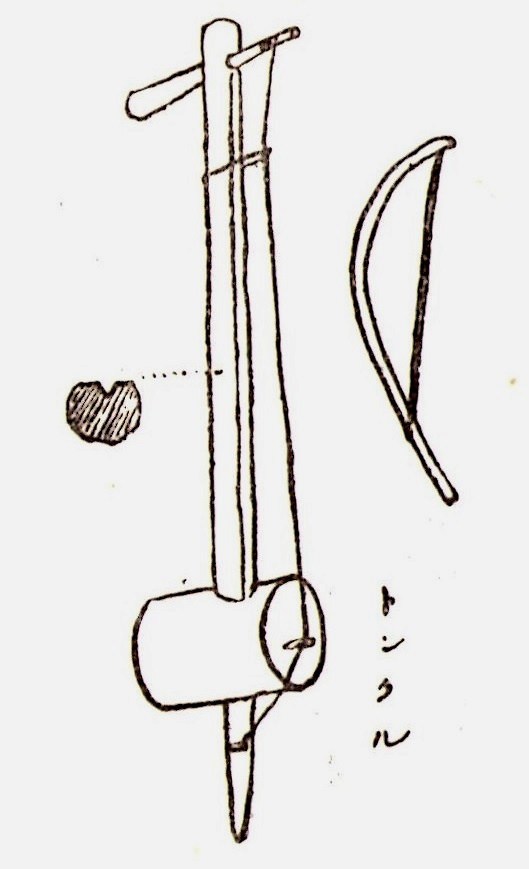
1920年代サハリンにおいて

トンクル（Tuŋkuř）はニヴフに伝承される一弦楽器の名称。日本での俗称は「蝦夷胡弓」。　インドネシアのジャワ島やバリ島のソンタイや、エジプトのレバービエルムハ二、エジプト以外のアフリカのレバーク等との類似性がある。

## 呼称
古くから中国大陸の胡琴（二胡の原楽器）の模倣楽器として知られ、アイヌの五弦琴である「トンコリ」は「トンクル」とも発音され、混同されていたようだ。樺太アイヌ、ウィルタが所有するトンクルの模倣楽器は「ウマ・トンコリ」という。

## 構造
胴の形状は中国大陸の胡琴とおなじく円筒形であり、シラカバの樹皮を輪にし、筒の横から棹を貫き、その上を鮭の皮を張り馬の尻毛を弦とし、それを棹の両端から張る。弓に張る弦も同じ馬の毛を用いる。胴は竹筒に紙などを貼ったのもあるが、ブリキの空き缶の蓋を取り去ったものを使う場合もあった。音はきわめて細く弱い。　